# José María Herrera
José María Herrera (Ciudad de Panamá, 16 de marzo de 1789-15 de marzo de 1869) fue un prócer y político colombiano, y uno de los firmantes del Acta de Independencia de Panamá el 28 de noviembre de 1821.
Tras la independencia de Panamá, facilitó el movimiento de tropas istmeñas a Sudamérica, para la liberación de otras zonas entre 1821 y 1824. Adicionalmente fungió como alcalde del distrito capital de Panamá.